# Broń półautomatyczna

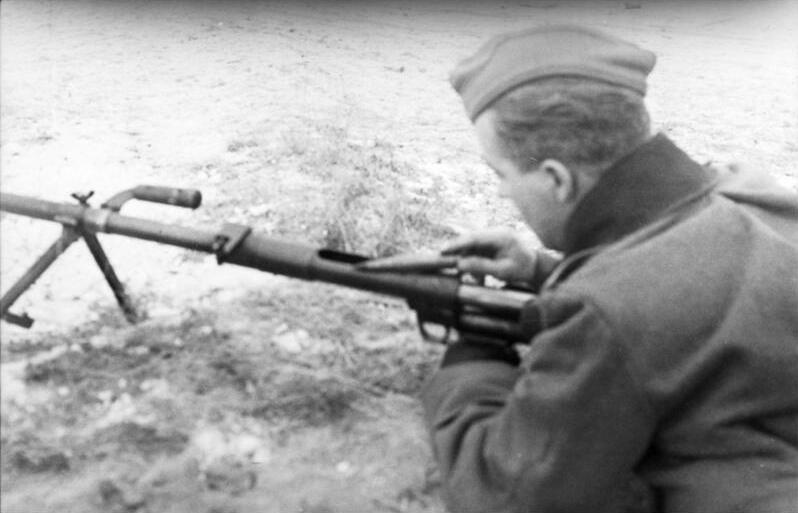
Półautomatyczny karabin PTRD

Broń półautomatyczna – rodzaj broni palnej, w której część operacji cyklu pracy broni jest wykonywana kosztem energii gazów prochowych lub zewnętrznych źródeł energii, a część ręcznie przez obsługę.
Broń półautomatyczna to najczęściej broń artyleryjska. Typowym działaniem takiej broni jest ręczne załadowanie naboju, a następnie automatyczne otwarcie zamka, wyrzucenie łuski i napięcie iglicy po strzale. Do nielicznych przykładów półautomatycznej broni strzeleckiej należy karabin przeciwpancerny PTRD.
Pojęcie broni półautomatycznej nie pokrywa się z angielskim semi-automatic weapon, oznaczającym broń samopowtarzalną.